# كأس اتحاد شمال إفريقيا
كأس اتحاد شمال أفريقيا هي منافسة سنوية لكرة القدم ينظمها اتحاد شمال أفريقيا لكرة القدم، وتتنافس فيها الأندية الثلاثة الأولى من القسم الأول في كل من تونس والجزائر وليبيا ومصر والمغرب.

## قائمة الفائزين
| عام البطولة | البطل          | الوصيف            | النتيجة     | المكان        |
| ----------- | -------------- | ----------------- | ----------- | ------------- |
| 2015        | الرجاء الرياضي | النادي الإسماعيلي | نظام مجموعة | الدار البيضاء |

## ترتيب الفرق حسب اللقب
| الترتيب | الفريق            | البطل | الوصيف |
| ------- | ----------------- | ----- | ------ |
| 1       | الرجاء الرياضي    | 1     | 0      |
| 2       | النادي الإسماعيلي | 0     | 1      |